# Asociación Amigos del Tranvía
La Asociación Amigos del Tranvía y Biblioteca Popular Federico Lacroze (AAT y BPFL) es una organización no gubernamental argentina, sin fines de lucro y financiada a través de contribuyentes voluntarios, cuyo objetivo es conservar, recuperar y volver a poner en servicio antiguos coches de tranvía y trenes subterráneos que de otro modo se perderían.
Asimismo, la AAT también se dedica al estudio de la actualidad del tranvía, habida cuenta de la reimplantación de este tipo de transporte en todo el mundo, aprovechando sus cualidades de anticontaminante, de su prescindencia de combustibles fósiles, su uso racional del espacio urbano y la comodidad que ofrece a pasajeros de toda condición.
La AAT reúne a aficionados y estudiosos de dicho país, quienes se dedican tanto a los aspectos de investigación y recopilación de documentación, como a la restauración y puesta en funcionamiento de unidades históricas. 
La Asociación fue fundada en Buenos Aires el 16 de julio de 1976 y desde entonces, y hasta el año 2015, fue presidida por su ideólogo, el Arq. Aquilino González Podestá, siendo su sucesor, el también asociado fundador, Franklin H. Romero. Realiza una serie de actividades culturales y recreativas destinadas a difundir entre el público la importancia histórica y las virtudes actuales de los tranvías.

## Actividades

### Tramway histórico
Uno de los emprendimientos es el Tramway Histórico de Buenos Aires, museo viviente de tranvías restaurados, que desde 1980 funciona todos los fines de semana y feriados por el barrio de Caballito, brindando paseos gratuitos a lo largo de un recorrido de 2 km, partiendo desde la esquina de las calles Emilio Mitre y José Bonifacio.
El 20 de noviembre de 2010 la Institución festejó los 30 años de funcionamiento del Tranvía Histórico con una fiesta popular de proporciones, junto con otras actividades a lo largo de ese mes. Ya en el mes de febrero de 2010 había recibido de parte de la revista internacional "Tramway & Urban Transit" la distinción "Milestones of Urban Transit" por los 30 años de operación con servicios gratuitos y funcionando en el hábitat natural del tranvía, las calles de la ciudad.

### Conservación y restauración
La labor de conservación y restauración de los aficionados al tranvía permitió salvar unidades de altísimo valor histórico, como los coches Ns. 2 y 3 de la Línea A, o el Coche F.M., último modelo de tranvía que circuló en Buenos Aires, el cual fue totalmente reconstruido por los miembros de la Asociación.

### Biblioteca popular
Como su nombre lo indica, otra obra de importancia de la Asociación es la Biblioteca Popular "Federico Lacroze", centro de documentación que conjuga su carácter de "popular", con una sección especializada en transporte urbano, con nutrida información sobre aspectos históricos y tecnológicos de modos de transporte. Funciona en la Sede de la entidad, ubicada también en el Barrio de Caballito, en la calle Thompson 502 (Thompson esq. Valle), y que también puede ser consultada por todo público en forma totalmente gratuita.

### Conferencias audiovisuales
Finalmente, la Asociación ofrece desde sus comienzos un Ciclo de Conferencias-Audiovisuales sobre el tema, con entregas mensuales de entrada libre y gratuita, y edita la Revista "9 Puntos", con información variada sobre el pasado, presente y futuro del tranvía. Tampoco está ausente de Internet, con su página cuyo enlace figura al pie de este artículo.

## Material histórico rodante

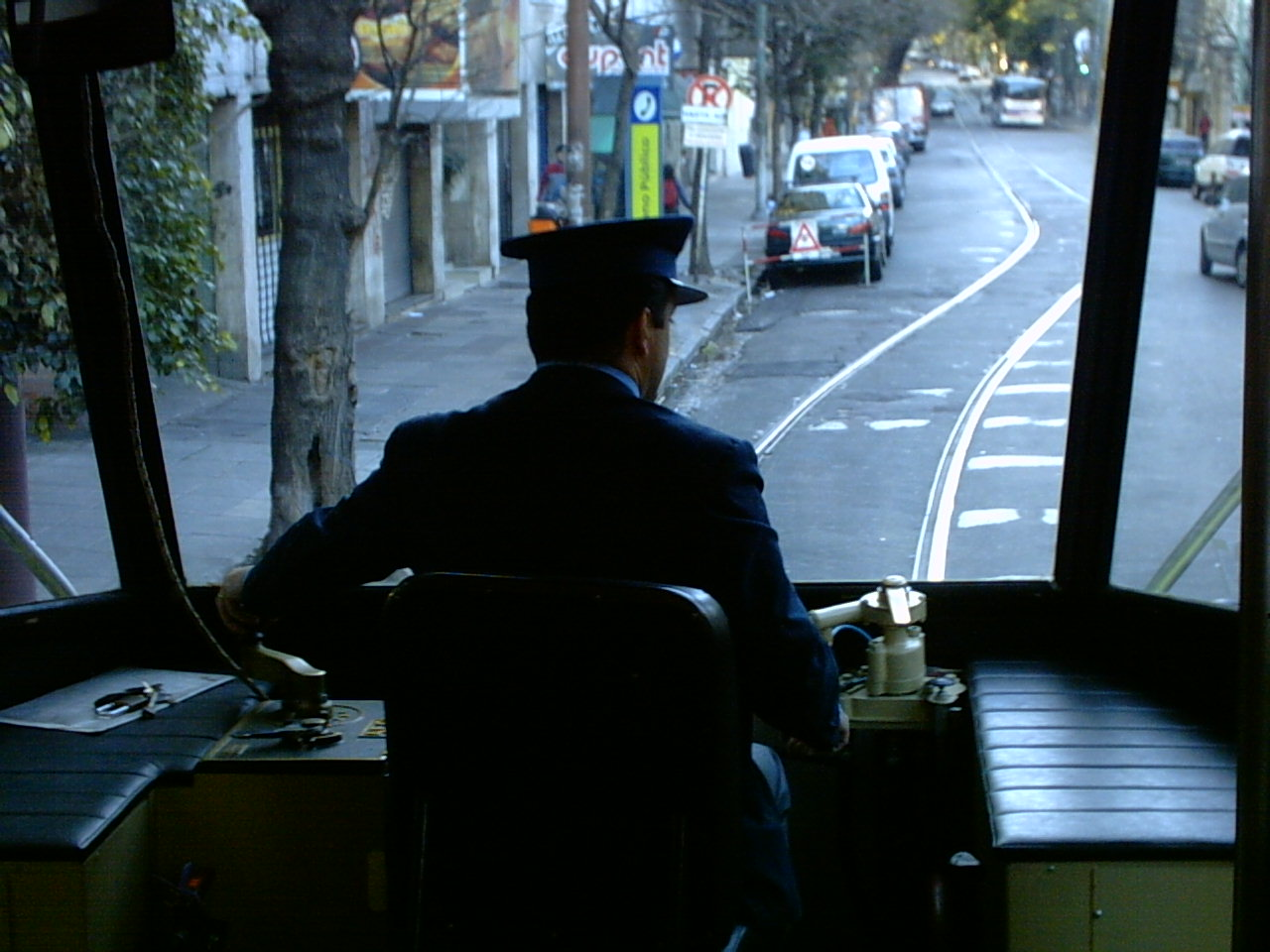
Vista del tendido férreo sobre la calle Emilio Mitre tomado desde la cabina de mandos del Premetro.

El material rodante del Tramway Histórico de Buenos Aires consiste de las siguientes unidades:
- Coche 3361: Una de las piezas más importantes que ha recuperado la Asociación es el coche 3361 ("coche FM"), fabricado en 1957 por la empresa estatal Fabricaciones Militares. El 3361 tiene la particularidad de haber sido el último modelo que circuló por las calles de Buenos Aires. Los restauradores de la Asociación localizaron la carrocería en desuso en un colegio religioso de Lanús, en la provincia de Buenos Aires, y la sometieron a una reconstrucción completa, montándola sobre un tren rodante de tranvía que obtuvieron en Montevideo, capital de Uruguay, y que había pertenecido a un tranvía de aquella ciudad. Tras 5 años de trabajo, el coche FM fue incorporado al servicio histórico el 18 de noviembre de 2000 en el marco de los festejos del vigésimo aniversario del servicio tranviario histórico.

- Coche 258: Vehículo originario de la ciudad de Oporto, Portugal. Fue fabricado en esa ciudad en 1927 y posee motores italianos. Trescientos tranvías idénticos a éste circularon por Buenos Aires entre 1907 y 1939, pues la Compañía de Tramways Lacroze los había adquirido en la casa J. G. Brill de Philadelhia, USA, el mismo proveedor de los primeros tranvías de Oporto. Por eso fue reformado por los asociados a la AAT, logrando una "réplica" de aquellos Lacroze porteños. Con ese coche se inauguró el servicio del Tramway Histórico de Buenos Aires el 15 de noviembre de 1980.

- Coche 652: También adquirido en Oporto, de la misma serie que el anterior (ex "252"), fue construido en 1927. Reformado por los restauradores de la Asociación para reproducir el aspecto de los tranvías "belgas" de la serie 600-799 de la Cía. Anglo Argentina de Tramways Ltda. Se incorporó a este "museo viviente" de tranvías el 26 de noviembre de 1983.

- Coche 9069: Fabricado en Bruselas en 1961, prestó servicios en esa ciudad belga durante veinte años. Fue donado a la Asociación por las autoridades de la STIB (Serv. de Transp. de Bruselas), en reconocimiento al servicio gratuito que la AAT ofrece. Incorporado al servicio el 28 de mayo de 1988, el "9069" se mantiene en estado totalmente original, habiéndose reparado y repintado a fondo para mantenerlo en forma impecable.

- Coche 2: De origen inglés, fue construido por United Electric en la ciudad de Preston, Inglaterra, hacia 1912. Posee prestaciones de "premetro", lo que significa que puede operar tanto en superficie como en túnel. Coche lujoso, el número 2 prestó servicios en la Línea "A" de los subterráneos porteños desde su inauguración hasta 1977. Tras ello, ya medio desmantelado, fue cedido a la Asociación en 2001, y a partir de allí se realizó una ardua labor de reconstrucción, que permitió salvarlo por completo, para reinaugurarlo el 30 de noviembre de 2003, durante la celebración de los 90 años de la Línea A. Fue cedido definitiva y completamente por SBASE a la asociación junto con el 'número 3' a la asociación el 1 de diciembre de 2017.

- Coche 3: Indéntico al anterior, fue el primero en restaurarse cuando Subterráneos de Buenos Aires decidió conmemorar de ese modo los 70 años de la Línea A en diciembre de 1983. Dicha restauración se realizó con el asesoramiento de la AAT. Tras ello, el Coche 3 fue pasando paulatinamente a la flota de la Asociación, hasta su cesión definitiva en 1995. Desde entonces, el equipo de Restauración de la AAT lo ha repintado con el exacto esquema de colores originales de la Anglo, además de un mantenimiento integral de sus equipos electromecánicos, por lo que, al igual que el 2 se encuentra en perfecto estado de operatividad, tanto para el Circuito Histórico como para recorrer la Línea "A". Fue cedido definitiva y completamente por SBASE a la asociación junto con el 'número 2' a la asociación el 1 de diciembre de 2017.

- Zorra 2000: Esta pequeña zorra o vehículo de trabajo es otra pieza original de la red tranviaria de Buenos Aires, rescatada y restaurada por los Amigos del Tranvía. Perteneció a la Compañía Anglo Argentina de Tranvías, siendo el equipo portátil de soldadura eléctrica, y se encuentra en un óptimo estado de conservación, prestando servicio histórico desde el 28 de julio de 2002.

- Zorra 5: Otro vehículo de trabajo genuino de la red tranviaria porteña. Se utilizaba como "canastilla" para reparar el tendido de hilo de contacto superior. Se ha restaurado totalmente y funciona normalmente remolcada por la zorra motora 2000.

- Coche Premetro Nº2 "Lagarto": La Asociación restauró uno de los coches que inauguraron el servicio del Premetro de Buenos Aires en agosto de 1987. El vehículo, que fuera fabricado por los talleres Scipioni, fue localizado en avanzado estado de desmantelamiento en 2004, y tras una ardua tarea de restauración, se reincorporó el pasado 16 de julio de 2006, como atractivo en la Fiesta de conmemoración de los 30 años de esta organización de Bien Público.

- Coche 291 "Peregrino": El 14 de febrero de 2017, la institución recibió una unidad que perteneció al sistema tranviario de la ciudad de Quilmes y décadas después fue transferido a Rosario donde prestó servicio hasta la cancelación del mismo. Se encontraba depositado al fondo de un galpón que estaba por ser desalojado para dar paso a las nuevas unidades de trolebuses rosarinos. La AAT rescató esta pieza histórica que ya se encuentra en restauración, que inició en marzo de 2018 habiéndose logrado incorporarle un chasis funcional a fines de ese año con una nueva caja de cambios y reconstrucción de los comandos al año siguiente, y según pudo saberse, el 7 de junio de 2020 llegaron los asientos y piezas de madera para reconstruir su interior. Su entrada a servicio se dio el 21 de septiembre de 2024 en un acto inaugural que se dio pasadas las 18:30.

## Próximas incorporaciones
- Coche 4 de la Línea "A": Se trata de uno de los 4 coches UEC de 1912 que integraba la única formación "inglesa" de la centenaria Línea "A" de Buenos Aires, y de los cuales la AAT ya ha restaurado los Ns. 2 y 3 (El Nro. 1 se incendió por los años 20). Luego de su desafectación en 1976, el coche 4 ha sido vendido como chatarra, y su carrocería fue emplazada en un solar de la localidad de Banfield, al sur de Buenos Aires, donde oficiaba como un sector de una tienda. La AAT adquirió el coche al poseedor de esa propiedad, y el 25 de noviembre de 2006 fue trasladado a la Estación Polvorín, y se encuentra a la espera de su restauración, que resulta muy complicada por el período que el vehículo tuvo que soportar a la intemperie, sin la protección adecuada.

- Coches 114 y 193 de la Línea "B": La AAT rescató también estos dos coches. Habiendo sido cedidos definitivamente por SBASE a la asociación el 1 de febrero del 2018. El 112, un "Metropolitan Cammel" de 1930, parte de la flota con la cual se inauguró esta línea, mientras que el 193, fue fabricado en Argentina por "Fabricaciones Militares", con equipos Siemens, hacia 1976). Ambos vehículos se encuentran al resguardo en la estación Cnel. F. Lynch del FCUrquiza, habiéndose ya comenzado su restauración y conseguido ya el funcionamiento de todos sus equipamientos. Una vez terminados, estos vehículos pasarán a engrosar el parque rodante histórico de esta asociación cultural.

- Coche de las Líneas C-D-E: Recientemente la AAT consiguió el coche de la General Eléctrica Esp. Nro. 115 (1964), el cual se encuentra a la espera de ser movido para comenzar su restauración.

- Chatas de la Cía. Buenos Aires & Quilmes: La AAT recibió en donación el 19 de agosto de 2007 dos chasis originales pertenecientes a sendas "zorras" de carga de la Cervecería Quilmes, compañía que desde 1905 hasta 1963 operó su propio sistema tranviario para traer su producto desde su fábrica ubicada en Quilmes, localidad del sur del Gran Buenos Aires. Estas partes ya están en la estación "Polvorín" de Emilio Mitre y José Bonifacio.

- Tranvía de tracción a sangre "Calle Cuyo": Una de las "joyas" de la colección será un tranvía de caballos que estuvo en servicio desde alrededor de 1870. En el mes de septiembre de 2011, se realizó el delicado traslado del mismo a la Estación Polvorín, tras largos años en que estuvo depositado en una galería del Museo Municipal de Morón, en la provincia de Buenos Aires. Finalmente su restauración comenzó en noviembre de 2016.

- FM 2407: Idéntico al 3361. Fue entregado el 8 de julio de 2017 en muy avanzado estado de deterioro y también se encuentra a resguardo en Polvorín a la espera de su restauración que resultará muy dificultosa.

- Coches Siemens-Schuckert M3 y R3: Fabricados entre 1933 y 1934. Fueron cedidos por SBASE para la asociación en 2017. Estas unidades prestaron servicio originalmente en las líneas C, D y E del subterráneo porteño y entre 2007 y 2015 en la línea H. Actualmente se encuentran a resguardo en Polvorín.[2]

- Coche 20 La brugeoise: Es un vagón histórico de la línea A fabricado en Bélgica e incorporado originalmente al servicio en 1913. Cedido oficialmente por SBASE a mediados de noviembre del 2015 en buen estado de conservación, esperando incorporarse junto a la dupla de coches 2 y 3 Preston ya restaurada, junto al N.º 4 que se encuentra esperando su restauración.[3]

## Otras tareas de restauración
Si bien no es un vehículo perteneciente a la Flota-Colección de la Asociación, los miembros de la AAT colaboraron con la empresa Metrovías, trabajando en la restauración de la Locomotora Tranviaria 908, una pieza de alto valor histórico, que fue recuperada totalmente y puesta en funcionamiento nuevamente, usándose actualmente como "pilota" de maniobras en el Taller Polvorín de Emilio Mitre y José Bonifacio.
Esta locomotora eléctrica integró el parque tractivo de la Cía. de Tramways Lacroze, siendo fabricada al parecer por esa compañía, hacia 1908-9, copiándola de la serie de máquinas de origen inglés "Dick Kerr" que había adquirido. 

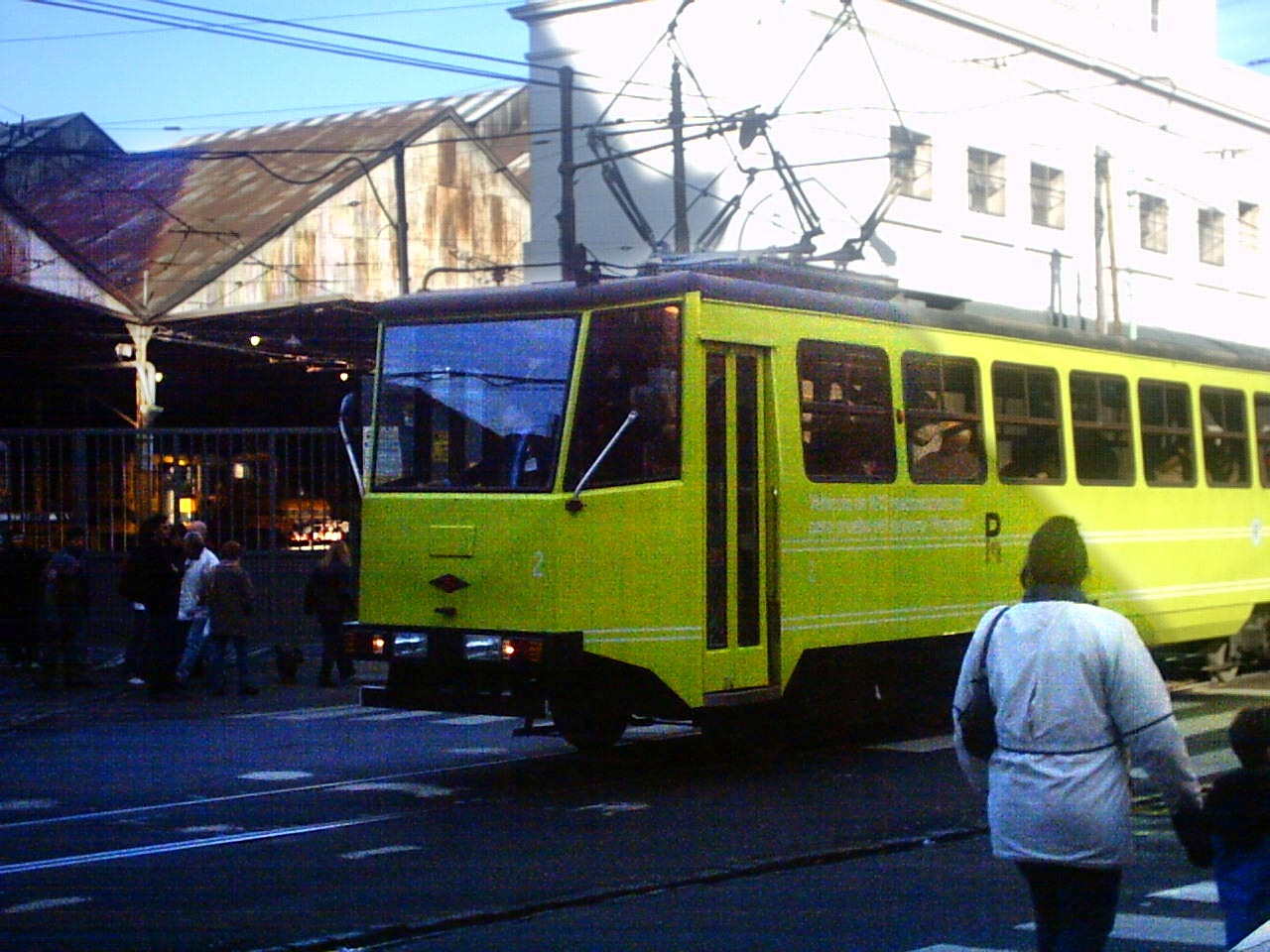
Coche Tranvía "Premetro" PM2, íntegramente restaurado por la AAT
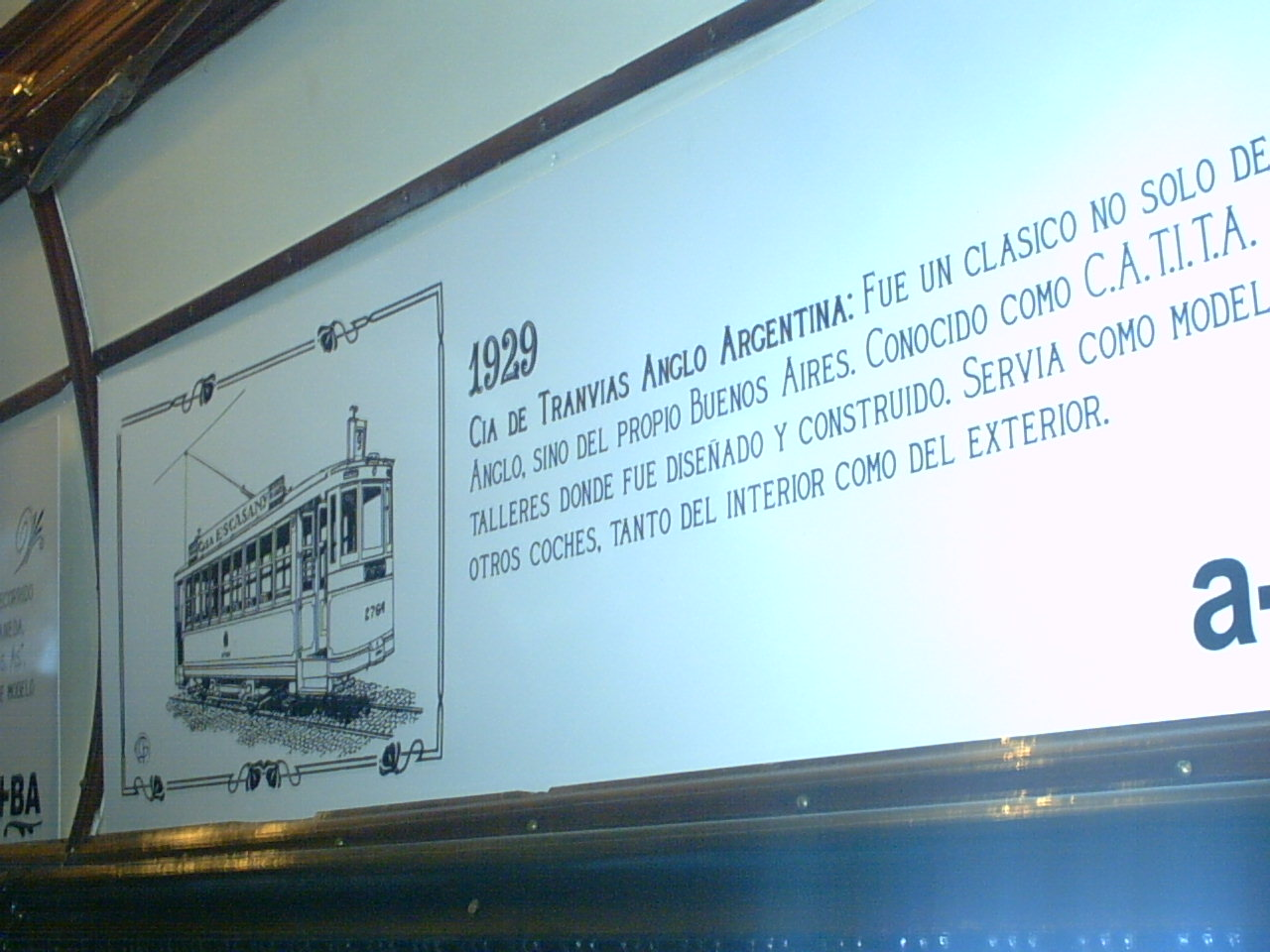
Leyenda descriptiva en el interior de uno de los tranvías
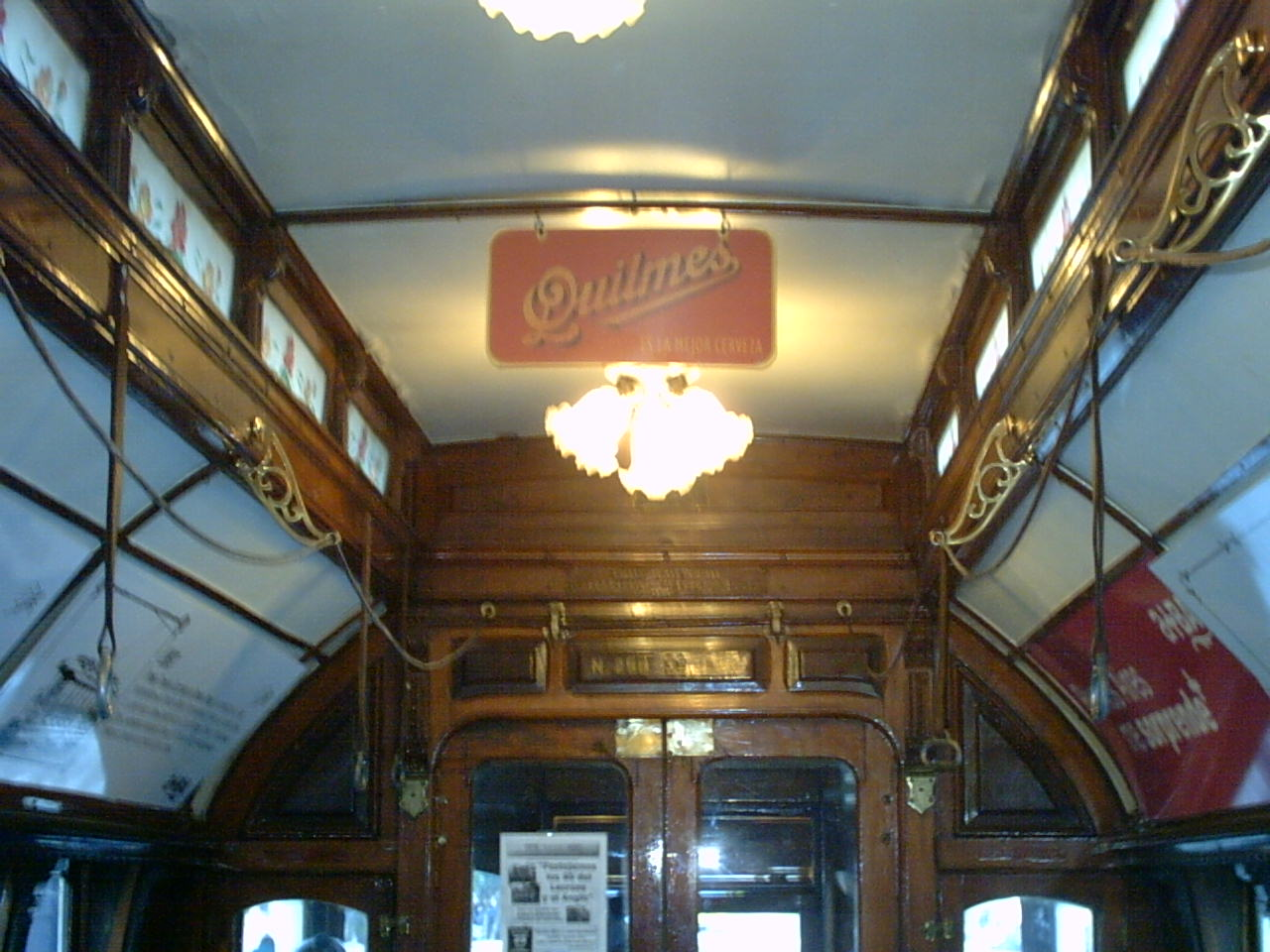
Interior del 258
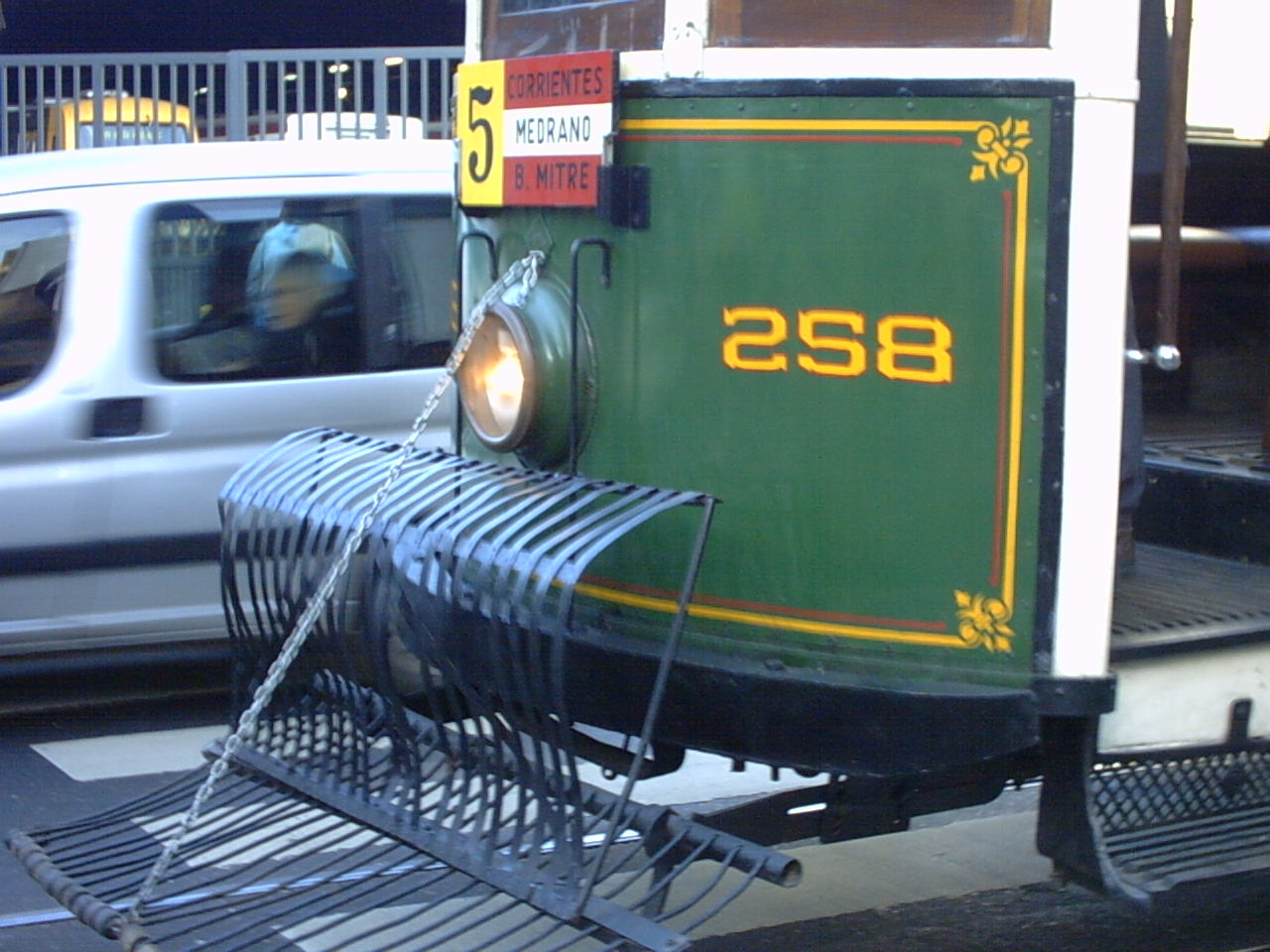
Vista del frente del 258 "Lacroze" con su salvavidas
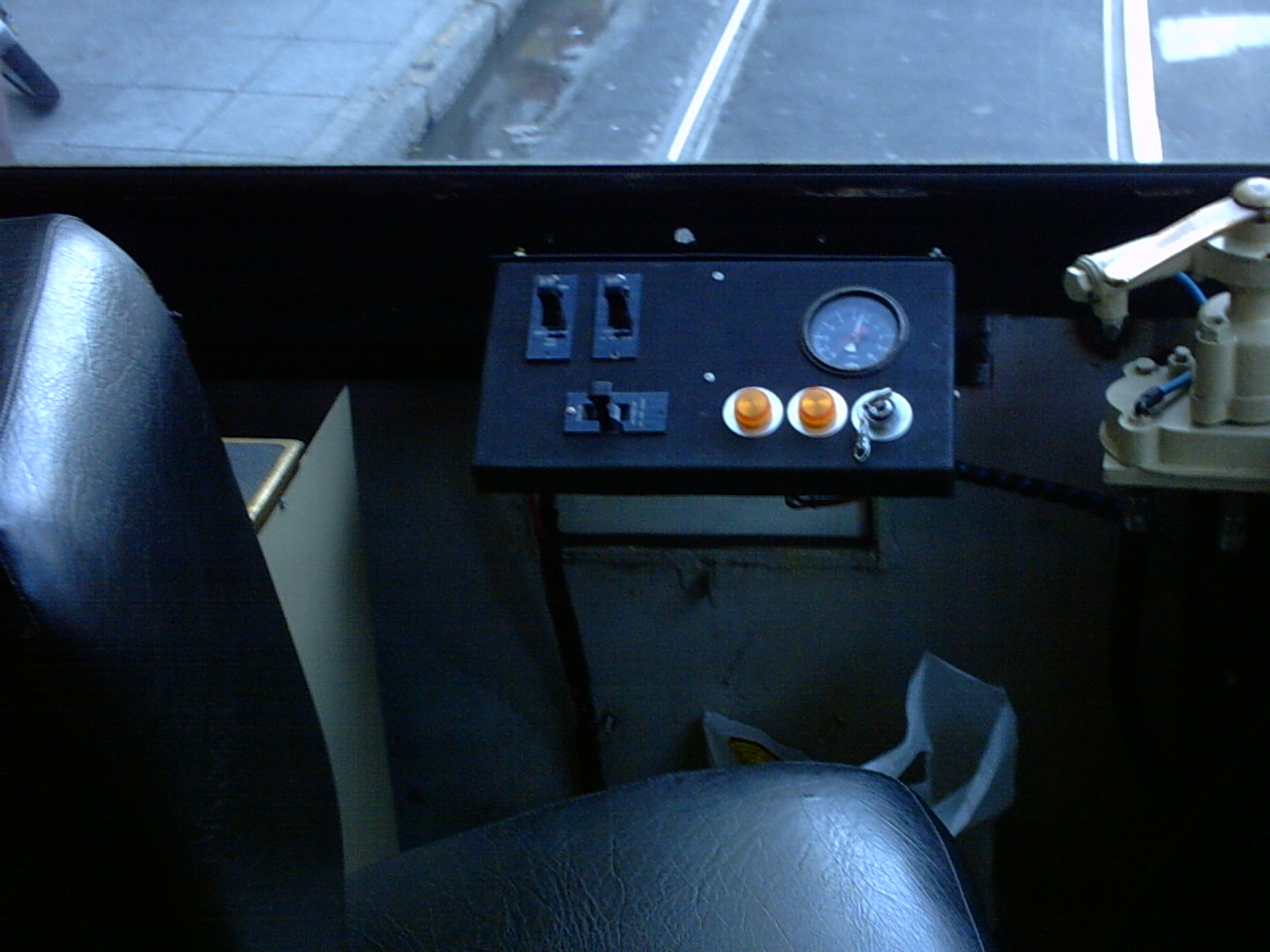
Vista del comando del PM2
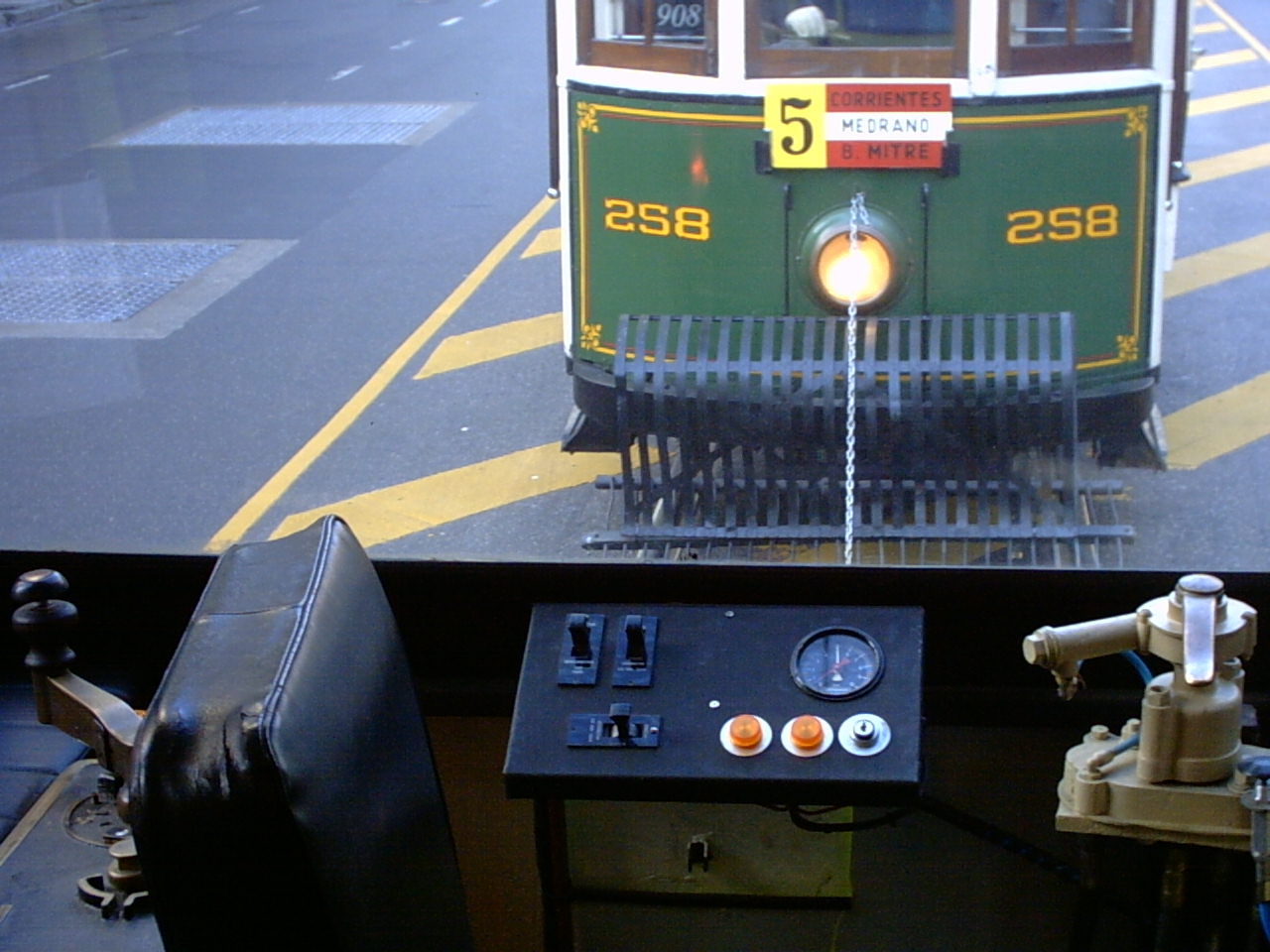
Salvavidas del 258 tomado desde el recinto de comandos del Premetro PM2
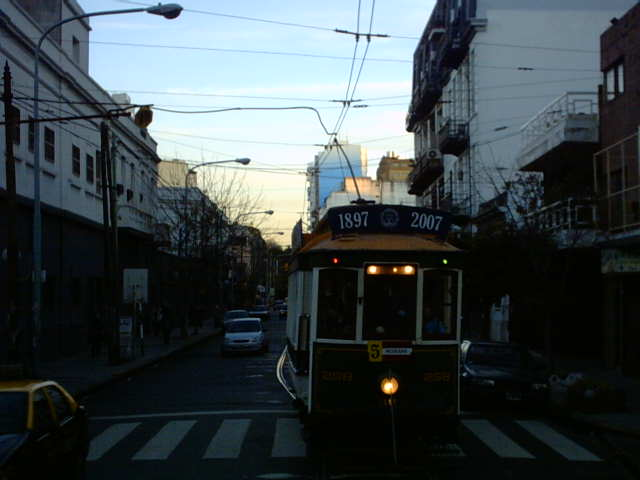
El 258 transitando por la calle Emilio Mitre
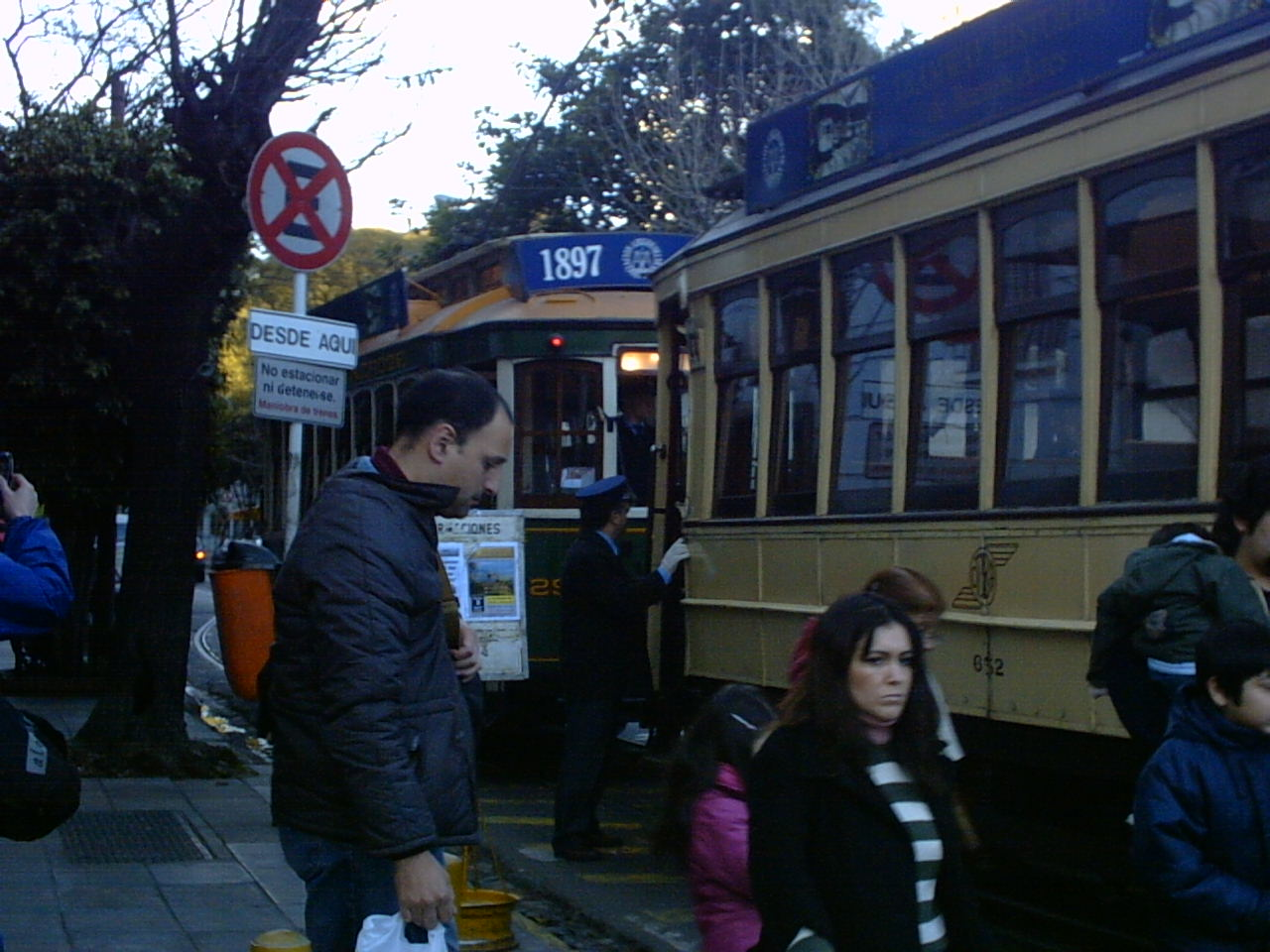
Los coches 258 y 652, comprados en Portugal, durante un evento de la AAT
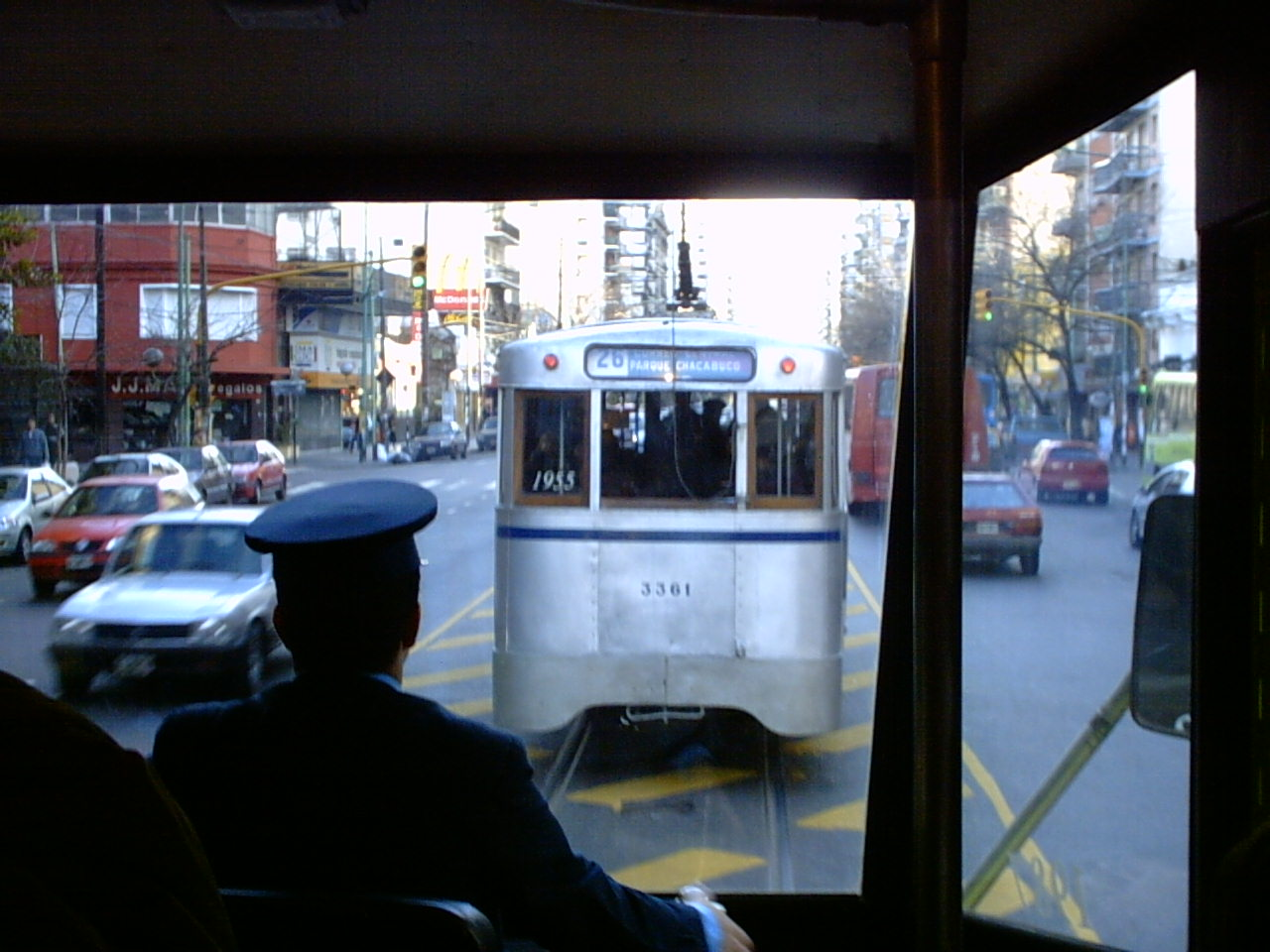
Vista del tranvía 3361 "Fabricaciones Militares" tomado desde el Premetro
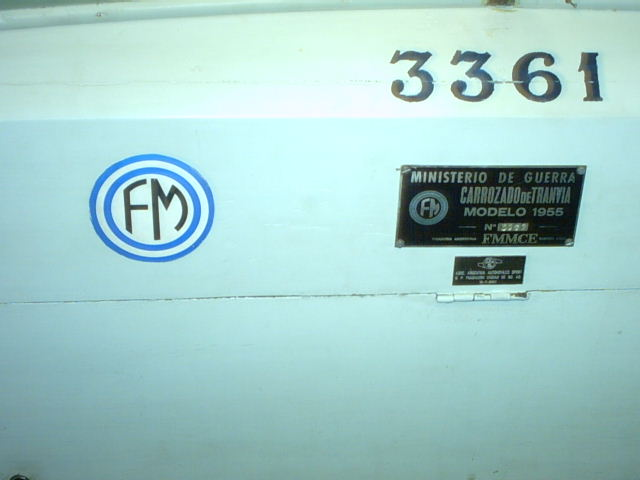
Placa descriptiva dentro del tranvía de Fabricaciones Militares
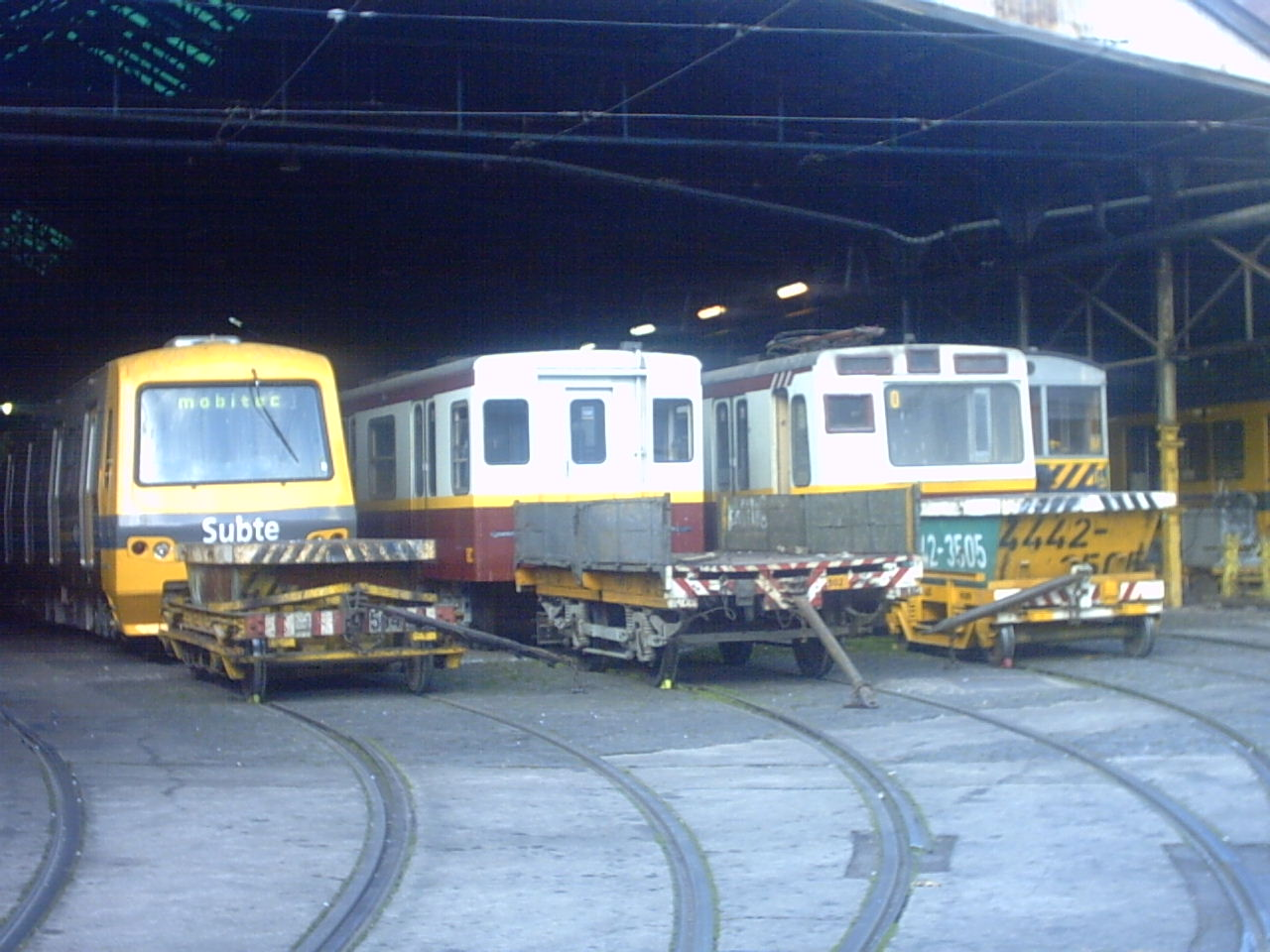
Taller "Polvorín" de Metrovías, utilizado por la AAT como cochera de los tranvías
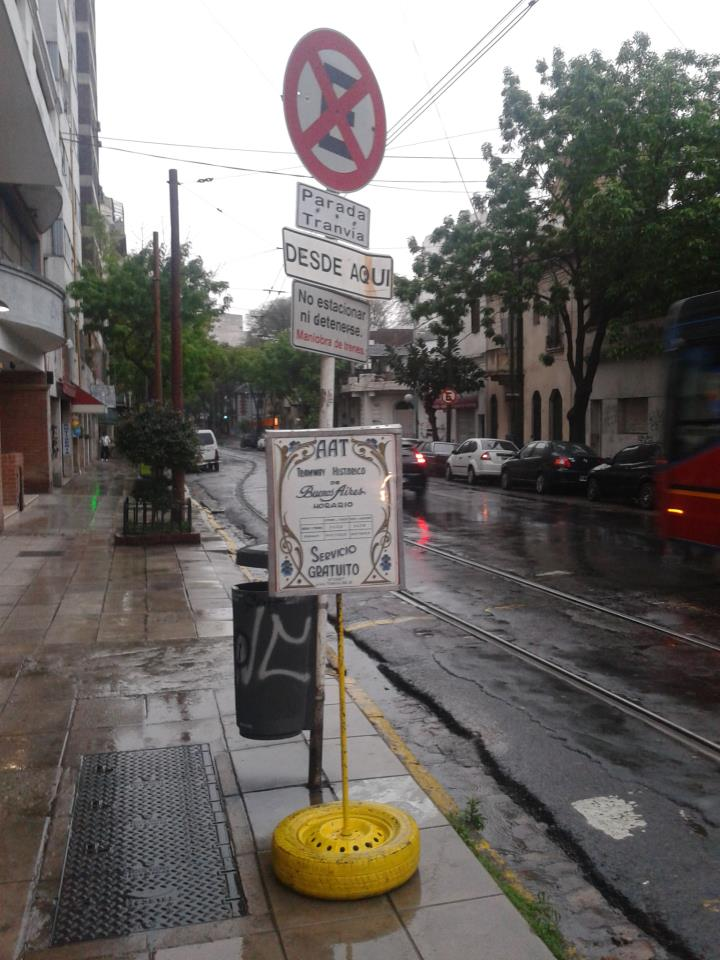
Carteles indicando la estación sobre Emilio Mitre
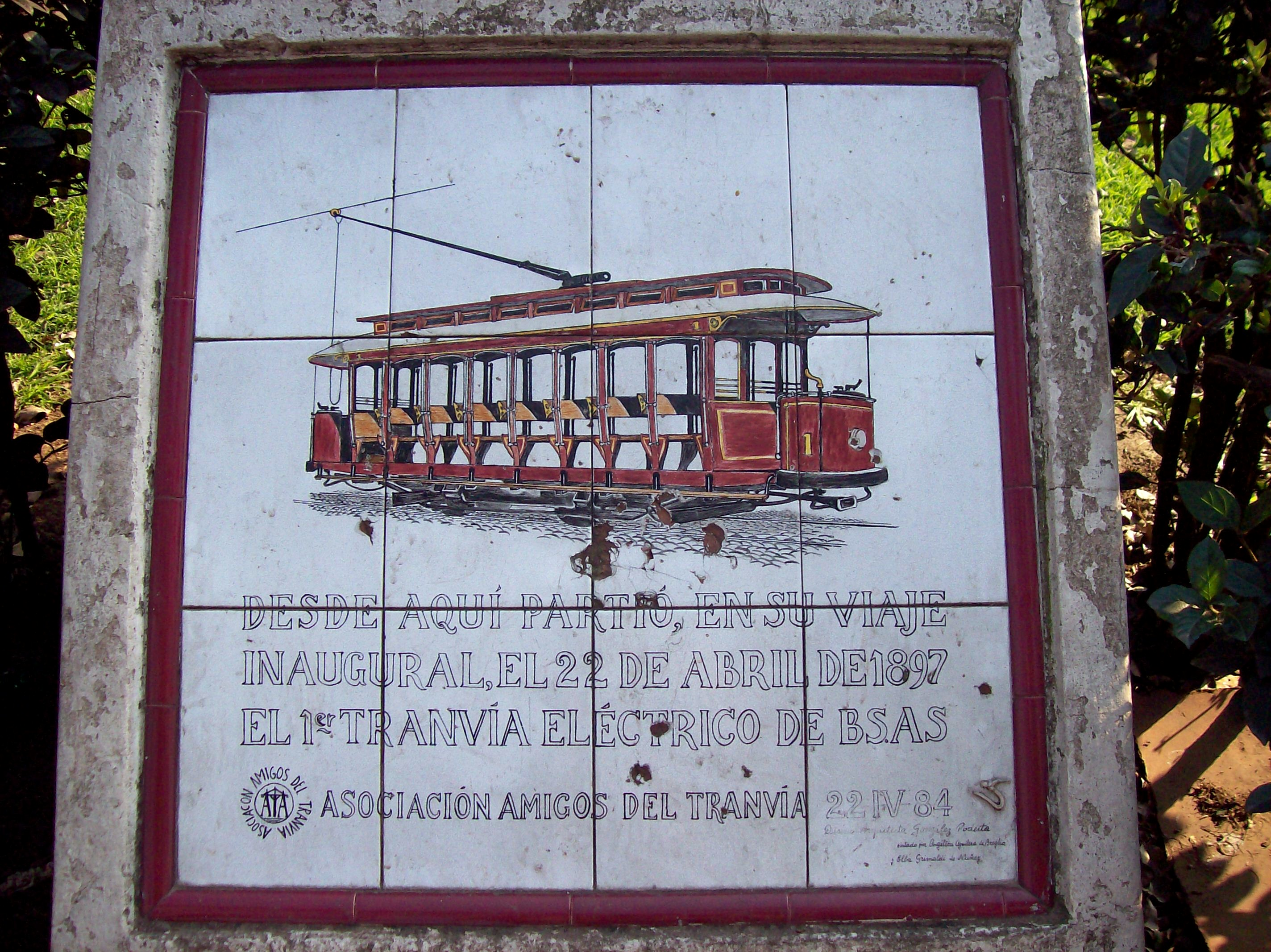
Mosaico recordatorio de la primera salida de un tranvía eléctrico en Buenos Aires. Fue colocada en Plaza Italia, lugar desde donde partió, por la Asociación